# Knut V. Danski
Knut V. Magnussen (dansko Knud V Magnussen) je bil od leta 1146 do 1157 kralj Danske kot sovladar s Svenom III. in Valdemarjem I., * okoli 1129, † 9. avgust 1157.
Knut V. je bil ubit v tako imenovani roskildski krvavi pojedini leta 1157. O njegovi osebnosti in značaju ni nobebega zanesljvega podatka.

## Življenje
Knut je bil sin švedskega kralja Magnusa I. Močnega in njegove žene Richeze Poljske. Po odstopu Erika III. leta 1146 so magnati na Jutlandu za kralja razglasili Svena, magnati Zelandije in Skanije pa so se odločili za Svena III., nečaka Knuta Lavarda, ki ga je Magnus ubil leta 1131.
V naslednjih letih je Knut  zaman poskušal premagati Svena III. na Zelandiji in dobiti popolno oblast na Danskem. Leta 1147 sta se Knut in Sven združila, da bi odšla na vendski križarski pohod, potem pa so med njima  ponovno izbruhnili spori. Sven in njegov bratranec vojvoda Valdemar, sin Knuta Lavarda, sta leta 1150 premagala Knuta V. v Jutlandiji in Knut je pobegnil k svojemu tastu Sverkerju I. Švedskemu. Zatem se je večkrat neuspešno poskušal vrniti na Dansko in nato za pomoč prosil cesarja Friderika  Barbarosso. Leta 1152 je bil sklenjen kompromis, ki ga je podprl tudi Valdemar. Kompromis je Knuta spremenil v Svenovega sovladarja. Sven se je odločil, da kompromisa ne bo upošteval.
Knut je zdaj sklenil zavezništvo z Valdemarjem in Sverkerjem, s čigar hčerko naj bi se poročil. Sven je leta 1154 pobegnil iz Danske in Knut je po dogovoru z Valdemarjem postal njegov podrejen sovladar. Po Svenovi vrnitvi na Dansko je bil leta 1157 pod pritiskom magnatov sklenjen končni kompromis,, s katerim so Sven, Knut in Valdemar postali sovladarji. Knut naj bi vladal v Zelandiji. Med spravno pojedino v Roskildu 9. avgusta 1157, pozneje znani kot krvavi praznik v Roskildu, je Sven nameraval ubiti Knuta in Valdemarja. Knuta je ubil eden od Svenovih vojščakov.
Valdemar je v bitki pri Grathe Hedeju leta 1157 ubil Svena in zavladal celi Danski.

## Družina
Knut se je ne več kot leto dni pred smrtjo poročil s Heleno Švedsko, s katero nista imela otrok. Knut je pred poroko imel dva ali tri zunajzakonske otroke: 
- svetega Nielsa Aarhuškega  (umrl 1180), ki je živel kot menih,[5]
- Valdemarja, škofa Schleswiga in knezoškofa Bremena in
- Hildegardo, poročeno z Jaromarjem I. Rugijskim  (Hildegarda morda ni bile njegova hčerka).